# Shell Knob
Shell Knob és una concentració de població designada pel cens dels Estats Units a l'estat de Missouri. Segons el cens del 2000 tenia 1.393 habitants.

## Demografia
Segons el cens del 2000, Shell Knob tenia 1.393 habitants, 651 habitatges, i 462 famílies. La densitat de població era de 65,5 habitants per km².
Dels 651 habitatges en un 14,9% hi vivien nens de menys de 18 anys, en un 63,9% hi vivien parelles casades, en un 4,5% dones solteres, i en un 29% no eren unitats familiars. En el 25% dels habitatges hi vivien persones soles el 16,3% de les quals corresponia a persones de 65 anys o més que vivien soles. El nombre mitjà de persones vivint en cada habitatge era de 2,14 i el nombre mitjà de persones que vivien en cada família era de 2,51.
Per edats la població es repartia de la següent manera: un 14,9% tenia menys de 18 anys, un 3,8% entre 18 i 24, un 15,9% entre 25 i 44, un 33,5% de 45 a 60 i un 31,9% 65 anys o més.
L'edat mediana era de 55 anys. Per cada 100 dones de 18 o més anys hi havia 92,1 homes.
La renda mediana per habitatge era de 29.896 $ i la renda mediana per família de 36.172 $. Els homes tenien una renda mediana de 29.500 $ mentre que les dones 23.438 $. La renda per capita de la població era de 18.111 $. Entorn del 9,6% de les famílies i el 12,1% de la població estaven per davall del llindar de pobresa.

## Poblacions més properes
El següent diagrama mostra les poblacions més properes.